# Megalastrum rupicola
Megalastrum rupicola är en träjonväxtart som beskrevs av M. Kessler och A. R. Sm. Megalastrum rupicola ingår i släktet Megalastrum och familjen Dryopteridaceae. Inga underarter finns listade.